# Sasbachwalden
Sasbachwalden este o comună din landul Baden-Württemberg, Germania.